# 白建民
白建民（1902年11月14日—1971年2月12日），字毅庵，明秦王後裔，甲申移居甘肅平番，至五世祖改姓白，其祖移居蘭州。遂為甘肅省蘭州人。民國37年（1948年）在寧夏省選區當選第一屆立法委員

## 生平[2][3]
- 陸軍軍需學校畢業
- 北京財政商業專門學校畢業
- 軍需課長、軍需處長、經理廳長、兵站處長
- 討逆軍第十五路軍總指揮部高級參謀
- 青島市政府祕書、參事
- 蒙藏委員會專門委員
- 西陲宣化使署參贊
- 國民會議代表
- 軍事委員會北平分會參議
- 冀察政務委員會參議
- 十五路軍及寧夏省府駐陝辦事處處長
- 甯夏印花菸酒稅局長
- 第十七集團軍總司令部高級參議
- 軍政部甯夏糧秣處長
- 軍政部甯夏補給委員會祕書長
- 國防部軍需監部員
- 西北民生實業公司董事
- 西北軍政長官公署顧問
- 國民參政會參政員
- 敘任陸軍軍需監
- 民國60年2月12日病故[4]